# Kanadas Grand Prix 1968
Kanadas Grand Prix 1968 var det tionde av tolv lopp ingående i formel 1-VM 1968. Detta var det första av två grand prix som kördes på Mont-Tremblant-banan.

## Resultat
1. Denny Hulme, McLaren-Ford, 9 poäng
2. Bruce McLaren, McLaren-Ford, 6
3. Pedro Rodríguez, BRM, 4
4. Graham Hill, Lotus-Ford, 3
5. Vic Elford, Cooper-BRM, 2
6. Jackie Stewart, Tyrrell (Matra-Ford), 1

### Förare som bröt loppet
- Jean-Pierre Beltoise, Matra (varv 77, växellåda)
- Chris Amon, Ferrari (72, transmission)
- Johnny Servoz-Gavin, Tyrrell (Matra-Ford) (71, olycka)
- Lucien Bianchi, Cooper-BRM (56, för få varv)
- Henri Pescarolo, Matra (54, oljetryck)
- Jochen Rindt, Brabham-Repco (39, motor)
- Jackie Oliver, Lotus-Ford (32, bakaxel)
- Jack Brabham, Brabham-Repco (31, upphängning)
- Jo Siffert, R R C Walker (Lotus-Ford) (29, oljeläcka)
- Dan Gurney, Eagle (McLaren-Ford) (29, kylare)
- Piers Courage, Reg Parnell (BRM) (22, växellåda)
- Bill Brack, Lotus-Ford (18, bakaxel)
- John Surtees, Honda (10, växellåda)
- Joakim Bonnier, Jo Bonnier (McLaren-BRM) (0, bränslesystem)

### Förare som ej startade
- Jacky Ickx, Ferrari (olycka/skada)
- Al Pease, John Maryon (Eagle-Climax) (motor)